# Philosophy in the Boudoir
Philosophy in the Boudoir (noto anche con i titoli Eugenie... the Story of her Journey into Perversion oppure anche come La filosofia nel boudoir o De Sade 70) è un film del 1969 diretto da Jesús Franco.
È una libera trasposizione cinematografica in tempi moderni del romanzo del Marchese de Sade, La filosofia nel boudoir.

## Genesi e fortuna
Dopo Justine and Juliet, il produttore londinese Harry Alan Towers propose a Jesús Franco di girare un secondo film tratto dall'opera del Marchese de Sade. La scelta cadde questa volta su La filosofia nel boudoir.
Se Justine and Juliet era un film in costume, relativamente fedele all'originale e girato con un budget considerevole, Philosophy in the Boudoir fu pensato come film in abiti moderni e a costo contenuto.
La sceneggiatura prevedeva scenari naturali e pochi interni, cosicché il film, girato sulle coste della Spagna, non risentì in alcun modo dei limiti economici. Anzi, gran parte della critica lo considera il più esteticamente equilibrato tra i film che Franco girò per Towers fra il 1968 e il 1970.
Ciononostante, Philosophy in the Boudoir ebbe una distribuzione assai limitata. A New York uscì il 26 agosto 1970, ma in Gran Bretagna, il paese del produttore e dell'attore di maggior richiamo, Christopher Lee, scomparve quasi subito dalle sale. A ciò si aggiunga che, fatto ancora più sorprendente, non fu mai edito in videocassetta.
Di fatto, fu solo nel 2002 che i fan del regista spagnolo e dell'attore britannico ebbero modo di vedere il film, grazie all'edizione in DVD uscita negli USA.
La spiegazione più plausibile di questa duplice anomalia risiede nel fatto che Franco non informò Christopher Lee del tipo di film che stava girando. L'attore, che in realtà appare solo per poche scene nelle vesti di un fine dicitore che legge alcune pagine del romanzo (quanto a dire di sé stesso), ebbe pertanto la brutta sorpresa di trovare il proprio nome sulle locandine di un film proiettato nel quartiere di Soho, in un cinema specializzato nel genere erotico. Oggi gli studiosi ritengono che il ritiro di Philosophy in the Boudoir dal circuito inglese sia stato dunque provocato da un diretto intervento del celebre attore.

## Trama
Madame de Saint-Ange, una giovane e avvenente signora, trascorre il tempo immergendosi nella lettura della Filosofia nel boudoir del Marchese de Sade. All'improvviso squilla il telefono: è la giovanissima Eugénie, che presto dovrà incontrare per il week-end.
Ad un appuntamento clandestino, Madame de Saint-Ange si concede a Monsieur de Mistival, il padre di Eugénie, a patto che consenta alla figlia di farle visita nella sua isola privata.
Nell'isola, Madame de Saint-Ange attende trepidante Eugénie insieme al fratellastro, e amante, Mirvel. L'ospite è accolta con ogni premura, ma la dolcezza dei luoghi e della compagnia si trasforma presto in un'esperienza allucinante.
Eugénie vive, o crede di vivere, tre riti di iniziazione sadico-erotica. Prima viene sverginata da Mirvel. Quindi è frustata da un gruppo di bizzarri ospiti in costume (gli stessi che apparivano a Madame de Saint-Ange durante la lettura del romanzo), capitanati da Dolmancé. Infine uccide Mirvel e, sotto la guida di Dolmancé e degli altri ospiti, la stessa Madame de Saint-Ange, estraendone il cuore dal petto.
Fugge quindi tra le dune, nuda e in lacrime. Il telefono squilla: Madame de Saint-Ange va a rispondere. È Eugénie. La storia ricomincia....

## Il film
Pochi film di Jesús Franco hanno ricevuto negli ultimi anni l'attenzione di Philosophy in the Boudoir (oggi più noto col titolo statunitense Eugenie... the Story of her Journey into Perversion). Le recensioni all'uscita del DVD sono state largamente positive e hanno sottolineato in particolare la presenza di una fattura costantemente elegante e una cura del dettaglio che non sempre si riscontrano nella produzione del regista spagnolo.
Il titolo originale, De Sade 70, inquadra bene l'idea di fondo del film: trasportare l'universo del Marchese De Sade nella cultura e nell'estetica contemporanea. La villa di Madame Saint-Ange è arredata con aristocratica essenzialità, nello stile degli ultimi anni sessanta, con colori chiari e tocchi preziosi. Altrettanto alla moda sono gli abiti. Tutto concorre a creare l'immagine del contesto alto borghese in cui agisce la coppia sadica e incestuosa di Madame Saint-Ange e Mirvel, che nella dolcezza solare e insieme malinconica di un paesaggio naturale dominato dal mare e dalle distese di sabbia attende la sua giovane vittima per sottoporla ad una sorta di rito di iniziazione. La storia di Eugénie è infatti una dolorosa metafora della crescita come perdita di ogni innocenza.
Il ruolo della giovane protagonista fu affidato ad un'attrice svedese, Marie Liljedahl, non ancora ventenne, reduce da alcuni successi nel cinema erotico soft. Il regista puntò sul suo aspetto di bambolina dal volto di porcellana rigorosamente inespressivo, facendone una vittima ideale. Accanto a lei, Maria Rohm dimostrò di essere ben di più della compagna del produttore, tratteggiando un personaggio al tempo stesso algido e sensuale, crudele e triste. Come spesso accade nei film di Franco, è la donna a condurre il gioco, mettendo in ombra la figura maschile, qui interpretata dall'attore americano Jack Taylor, la cui omosessualità aggiunge un ulteriore elemento di ambiguità delle scene erotiche.
La colonna sonora di Bruno Nicolai, pubblicata su CD da Digitmovies, ha un'importanza fondamentale nel definire l'atmosfera del film. L'eclettico e colto compositore di musica dodecafonica attinge qui al repertorio leggero, mescolando registri stilistici quanto mai eterogenei: dalla vacanziera spensieratezza delle danze sudamericane alla leggerezza aristocratica di un valzer francese, dalle sonorità elettroniche che accompagnano i riti satanici al languore melanconico della canzone Voice in the Night, accompagnata solo dalla chitarra e intonata da Augustin, il servo nero che, come noi spettatori, contempla l'intera vicenda dall'esterno, frustrato in ogni tentativo di avvicinarsi agli oggetti del suo desiderio.
Il tutto nel luogo irreale e mentale rappresentato dall'isola, vero leitmotiv del cinema di Franco, in un'inscindibile sovrapposizione tra realtà e sogno sottolineato dall'uso di filtri rossi in alcune scene chiave e da frequenti effetti di fuori fuoco.

## Titoli alternativi
Il film fu girato con il titolo De Sade 70.
Negli USA e in Francia fu distribuito come
- Eugenie... the Story of her Journey into Perversion (USA)
- Les Inassouvies (Francia)

In Germania, da alcune lobby cards, sappiamo che doveva essere distribuito prima con il titolo originale
- De Sade 70 - Geschlagen und Geliebt

e poi come
- Die Jungfrau und die Peitsche

In entrambi i casi tuttavia la censura lo vietò e alla fine il film fu distribuito come Wildkatzen, nel 1972 (la prima proiezione di cui si ha notizia risale al 2 giugno).
Alcuni testi parlano di una versione spagnola intitolata La isla de la muerte, ma si tratta di un errore.

## Edizioni in DVD
Il film è stato pubblicato in DVD per la prima volta nel 2002 da Blue Underground con il titolo con cui fu distribuito negli USA: Eugenie... the Story of her Journey into Perversion. Si tratta di un'edizione esemplare, che rispetta il formato originale del film, che include il doppiaggio inglese e francese e, tra gli extra, interviste al regista, al produttore, a Marie Liljedahl e Christopher Lee.
Questa edizione è stata ristampata in Gran Bretagna dalla Anchor Bay Entertainment nel 2003.
Nel 2006 il film è uscito su DVD anche in Germania (Die Jungfrau und die Peitsche) edito della Epix Films, con in più la traccia tedesca.